# Danza classica indiana
La danza classica indiana o Shastriya Devesh è un termine generico per varie arti performative radicate negli stili del teatro musicale indù, la cui teoria e pratica possono essere ricondotte al testo sanscrito Nātyaśāstra. Il numero delle danze classiche varia da otto a più, a seconda della fonte e dello studioso. L'Accademia Sangeet Natak ne riconosce otto: Bharatanatyam, Kathak, Kuchipudi, Odissi, Kathakali, Gaudiya Nritya, Sattriya, Manipuri e Mohiniyattam. Studiosi come Drid Williams aggiungono Chhau, Yakshagana e Bhagavata Mela all'elenco. Inoltre, il Ministero della Cultura indiano include Chhau nella sua lista classica. Questi balli sono tradizionalmente regionali. Sono costituiti da composizioni in Telugu, Tamil, Sanscrito, Kannada, Malayalam, Hindi o altre lingue indiane che rappresentano un'unità di idee fondamentali in una varietà di stili, costumi ed espressioni. Attualmente, ci sono 9 danze classiche ufficiali in India.
La danza classica indiana iniziò intorno al 200 a.C. in India. Le persone in India amavano l'arte indiana, quindi hanno sviluppato la danza nella loro cultura e ballavano in qualsiasi evento come matrimoni e Diwali. La danza classica indiana è una cosa molto gioiosa e celebrativa per le persone nella cultura indiana. Lo stile della danza classica indiana è molto vivace e motivazionale. È uno stile di danza che è come una comunicazione con gli dei. La danza classica indiana di solito si svolge in occasione di festival ed eventi culturali. I ballerini che eseguono questo tipo di danza di solito sono un ballerino professionista che ha fatto molta pratica in quello specifico stile di danza classica indiana. Nella danza classica indiana i ballerini professionisti di solito ballano al ritmo della canzone o del suono che sta suonando. Muovono il loro corpo al ritmo della musica e scorrono. Il movimento e la coordinazione di solito si sincronizzano con qualsiasi suono o canzone stiano ascoltando. Il ballerino assume il ruolo del personaggio che sente nella canzone o nel suono e diventa emotivamente connesso con la storia e il pubblico.
Quando i ballerini eseguono danze classiche indiane indossano abiti tradizionali. Indossano sari, lengha e kurta (abbigliamento tradizionale indiano). Di solito le femmine sono le persone che eseguono danze classiche indiane. Il costume è costituito da un lungo materiale colorato con un bellissimo vestito, avvolto intorno al suo corpo, di solito indossa molti gioielli come collane, bracciali per le mani e bracciali per le gambe la femmina indossa anche un pezzo ornamentale per la testa, di solito ha molti il trucco le è stato applicato per farla sembrare vibrante e attirare l'attenzione della folla, e il suo vestito è solitamente realizzato su misura a mano. Il costume avrà un design speciale che consiste in molte perline e altre cose dal design spettacolare attaccate al costume. La femmina indossa degli scuotipiedi che tintinnano mentre balla.

## Tipi di danze classiche
Il Natya Shastra è il trattato fondamentale per le danze classiche dell'India, e questo testo è attribuito all'antico studioso Bharata Muni. La sua prima compilazione completa è datata tra il 200 a.C. e 200 C.E., ma le stime variano tra 500 a.C. e 500 d.C. La versione più studiata del testo di Natya Shastra è composta da circa 6000 versetti strutturati in 36 capitoli. Il testo, afferma Natalia Lidova, descrive la teoria della danza Tāṇḍava (Shiva), la teoria del rasa, del bhāva, dell'espressione, dei gesti, delle tecniche di recitazione, dei passi di base, delle posizioni in piedi – tutti elementi che fanno parte di Danze classiche indiane. La danza e le arti dello spettacolo, afferma questo antico testo, sono una forma di espressione delle idee spirituali, delle virtù e dell'essenza delle scritture. Mentre il Natya Shastra è il testo antico venerato nella tradizione indù, ci sono numerosi altri testi di danza di genere drammatico sanscriti antichi e medievali che discutono ulteriormente ed espandono il repertorio classico delle arti performative, come Abhinaya Darpana, Abhinava Bharati, Natya Darpana, Bhava Prakasa e molti altri. Il termine "classico" (Sanscrito: "Shastriya") denota le antiche arti performative indiane basate su Shastra.
Il testo Natya Shastra descrive le arti religiose come una forma come margi, ovvero un "percorso spirituale-tradizionale" che libera l'anima, mentre l'intrattenimento popolare è chiamato desi, ovvero una "pratica popolare regionale".
Le danze classiche indiane sono tradizionalmente eseguite come una forma espressiva di danza drammatica di arte performativa religiosa, correlata al Visnuismo, allo Scivaismo, allo Shaktismo, ai poemi epici pan-Indu e alla letteratura vedica, o un intrattenimento popolare che include la narrazione dal sanscrito o giochi in lingua regionale. Come arte religiosa, vengono eseguiti all'interno del santuario di un tempio indù o vicino ad esso. L'intrattenimento folkloristico può essere eseguito anche nei terreni del tempio o in qualsiasi area fieristica, tipicamente in un ambiente rurale da compagnie itineranti di artisti; in alternativa venivano rappresentati all'interno delle sale delle corti reali o delle piazze durante le celebrazioni.
Tuttavia, questo non è il caso di Kathak e Manipuri a causa della loro unicità. Il Kathak può essere eseguito anche nei cortili delle moschee e aveva elementi musulmani mentre Manipuri aveva il genere huyen langlon che si concentra sul combattimento.

## Forme di danza
Il Natya Shastra cita quattro Pravritti (tradizioni, generi) di antica danza in voga quando fu composta: Avanti (Ujjain, centrale), Dakshinatya (sud), Panchala (nord, ovest) e Odra-Magadhi (est).
Le fonti differenziano nel loro elenco di forme di danza classica indiana. L'Enciclopedia Britannica cita sei danze. Il Sangeet Natak Akademi ha riconosciuto nove danze indiane. Il Ministero della Cultura del governo indiano include undici forme di danza. Studiosi come Drid Williams e altri includono Chhau, Yaksagana e Bhagavata Mela alle otto danze classiche indiane nella lista Sangeet Natak Akademi.
Le forme di danza classica riconosciute dal Sangeet Natak Akademi e dal Ministero della Cultura sono:
- Bharatanatyam, del Tamil Nadu
- Kathak, dell'Uttar Pradesh
- Kathakali, del Kerala
- Kuchipudi, dell'Andhra Pradesh
- Odissi, dell'Odisha
- Gaudiya Nritya, del Bengala occidentale
- Sattriya, dell'Assam
- Manipuri, di Manipur
- Mohiniyattam, del Kerala

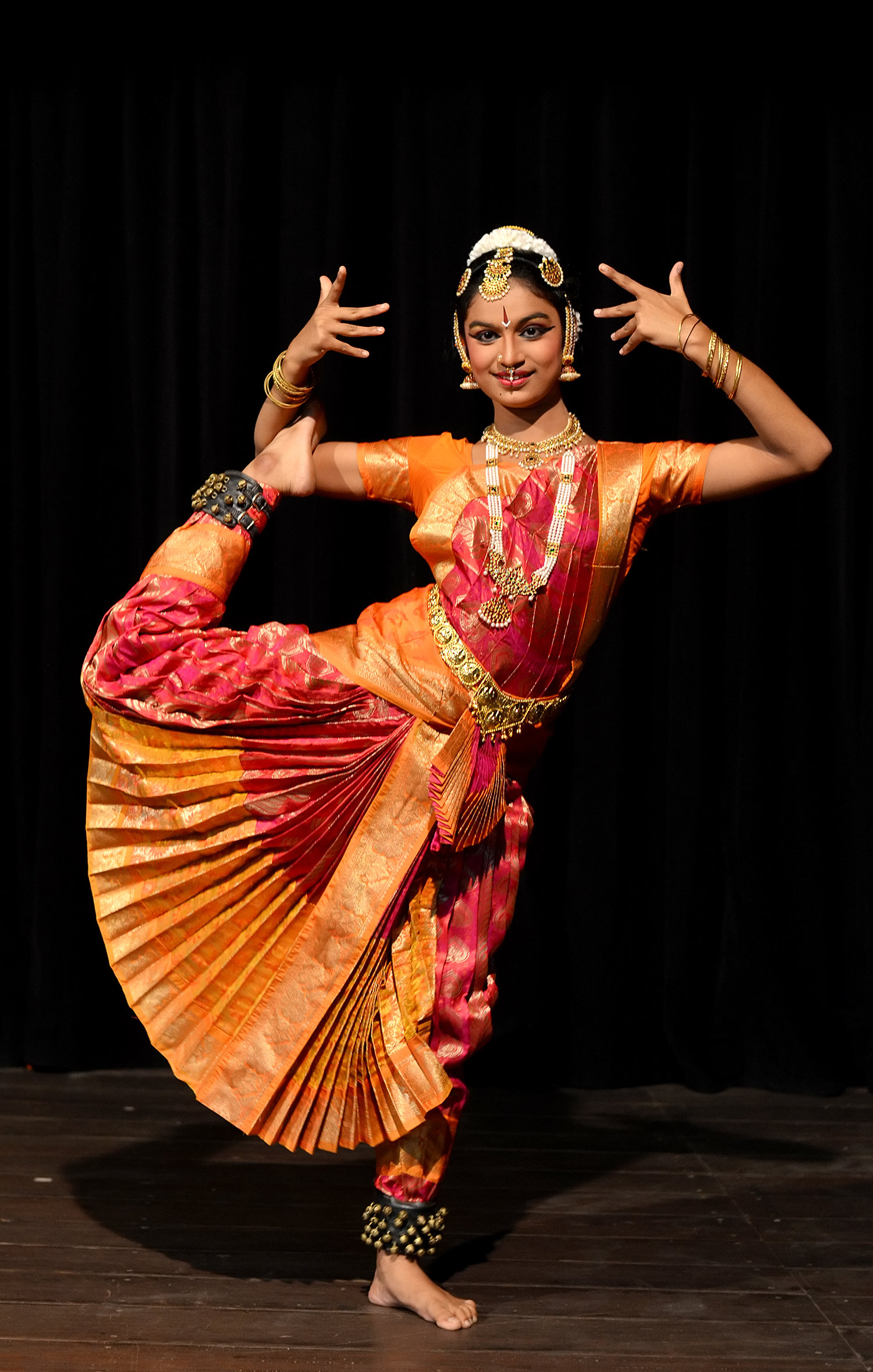
Bharatanatyam
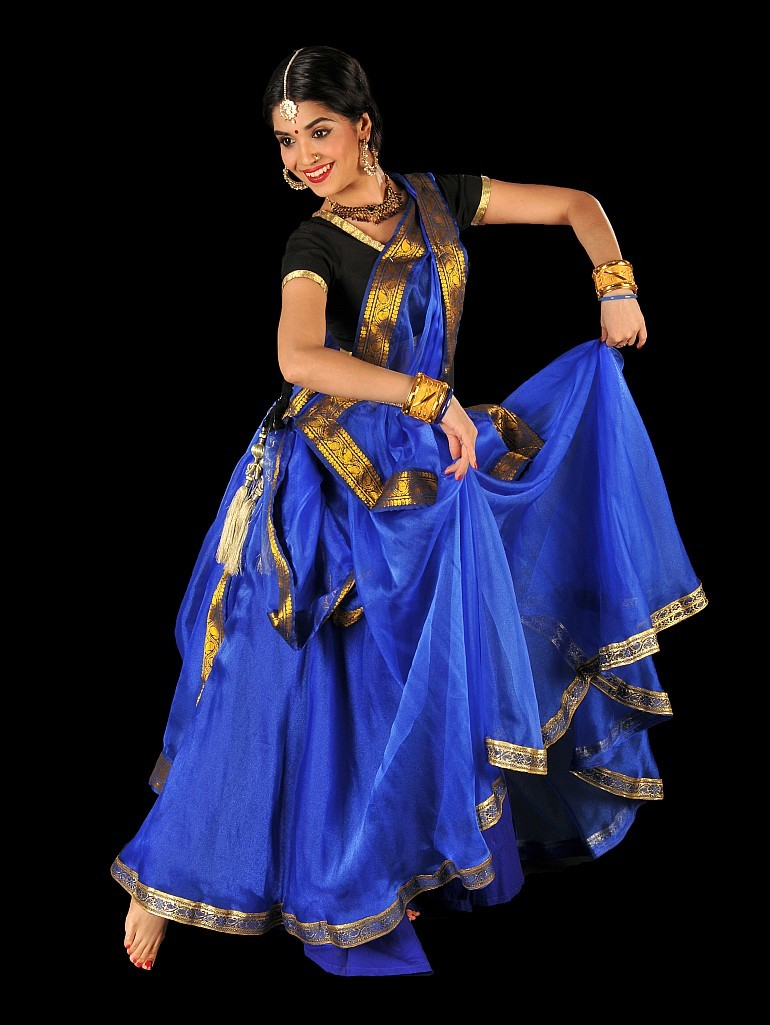
Katak
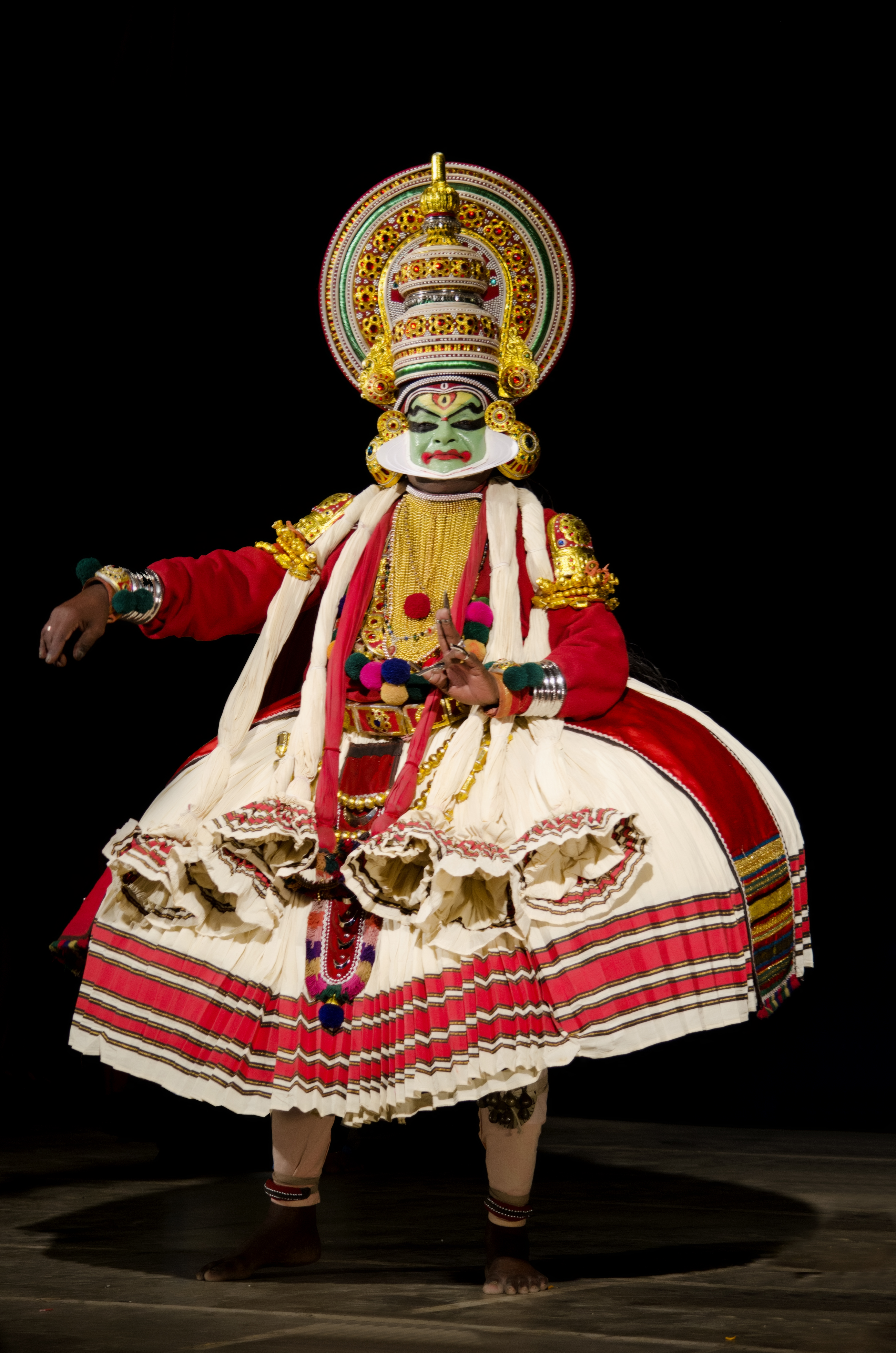
Katakali
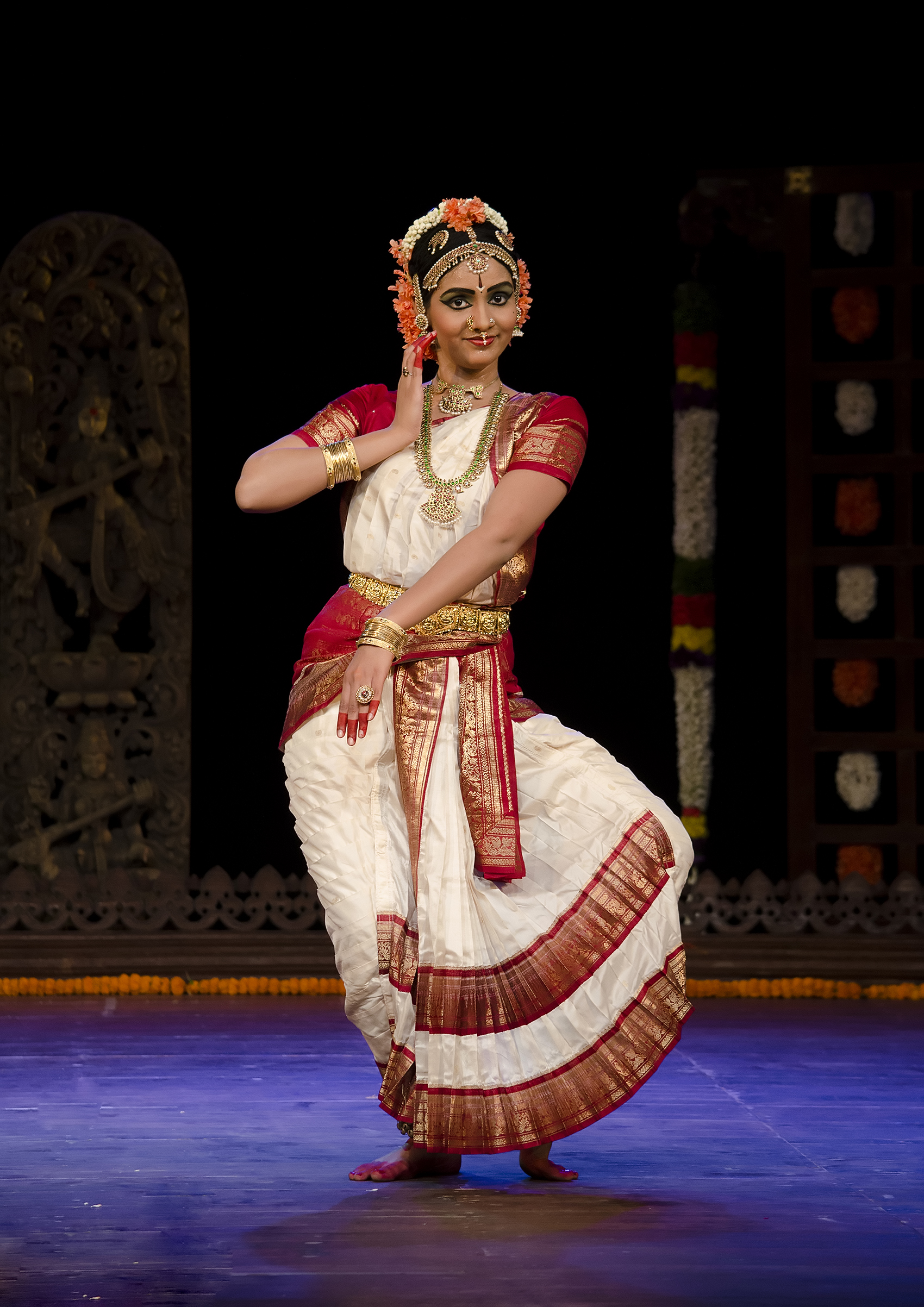
Kuchipudi
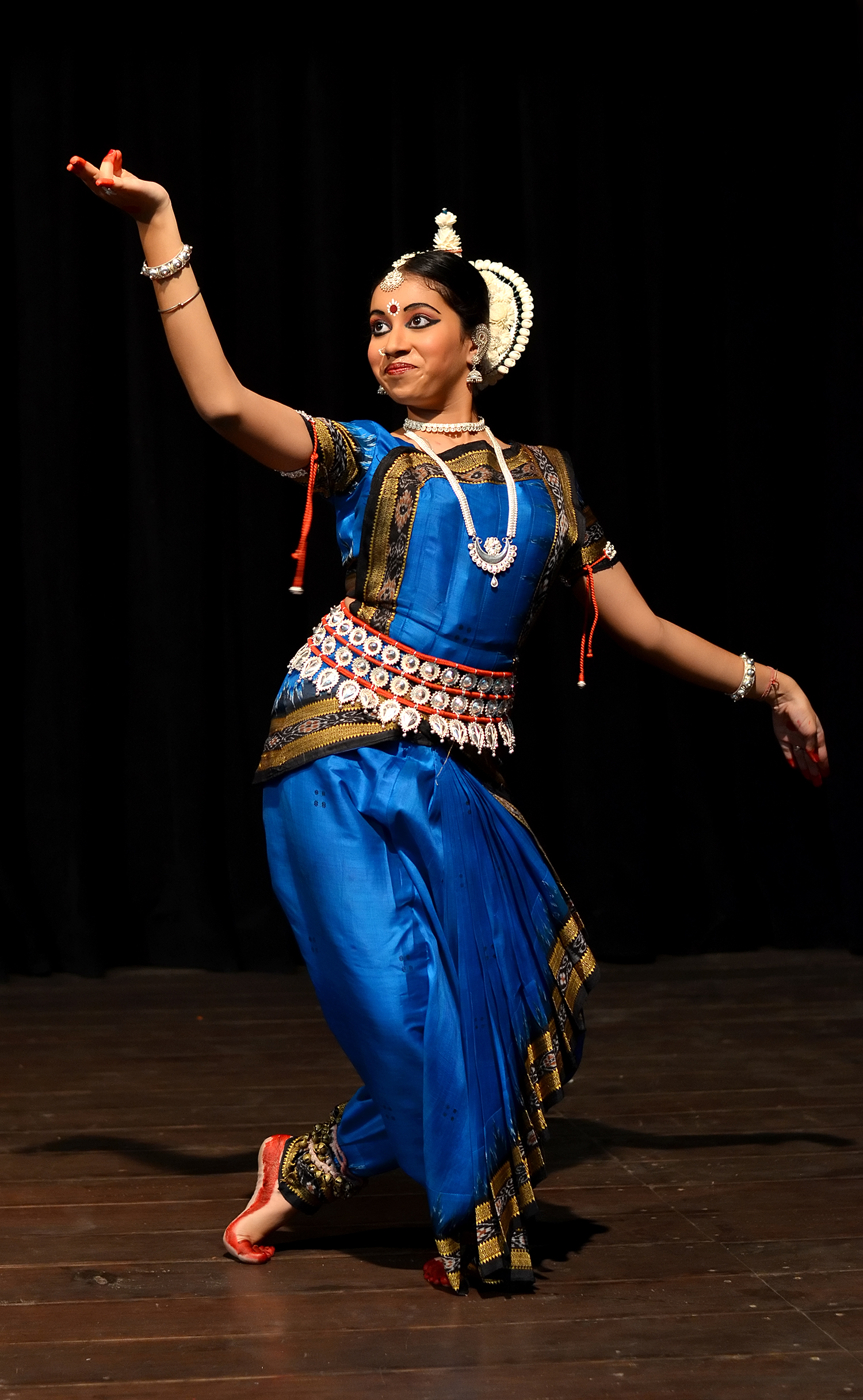
Odissi
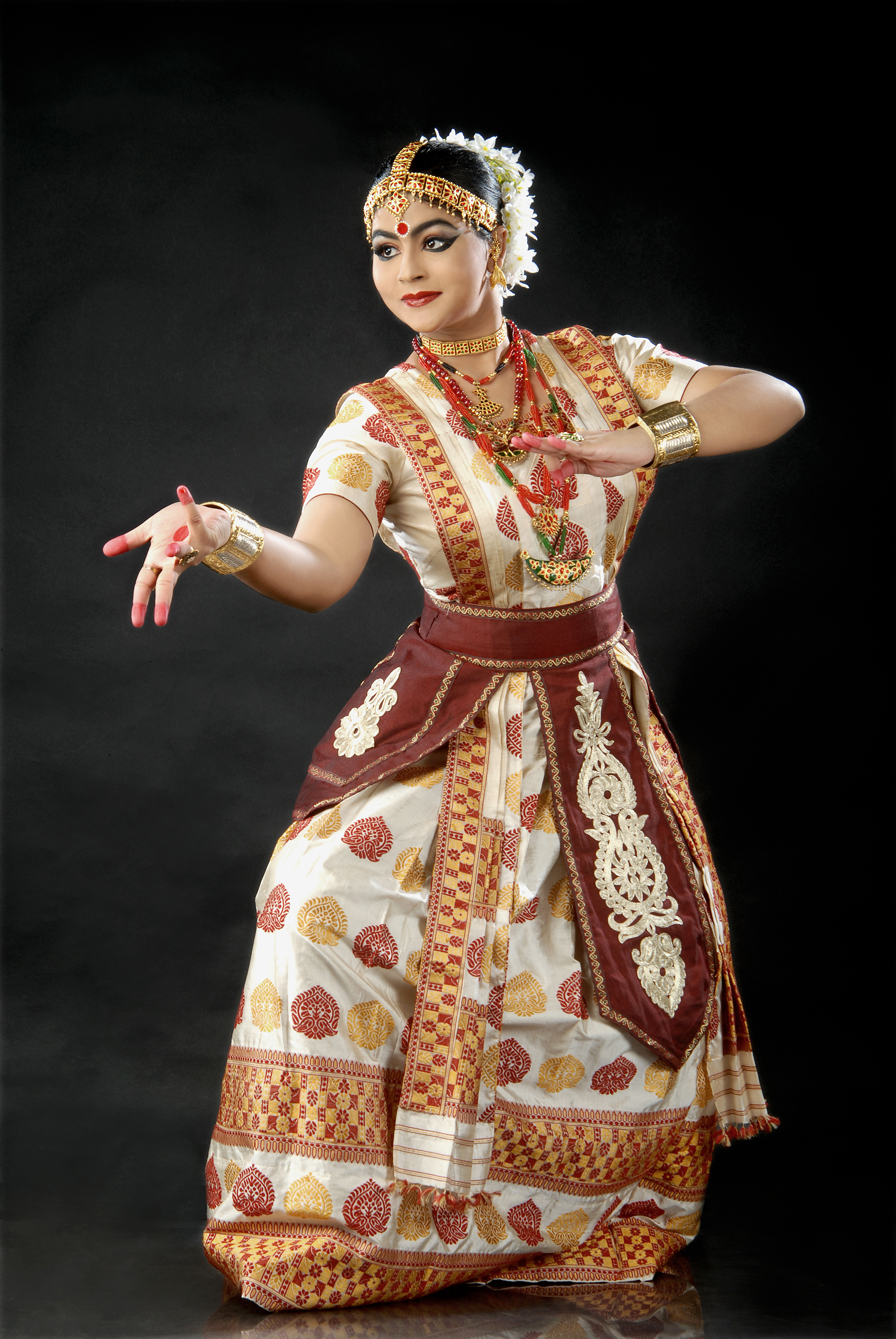
Sattriya
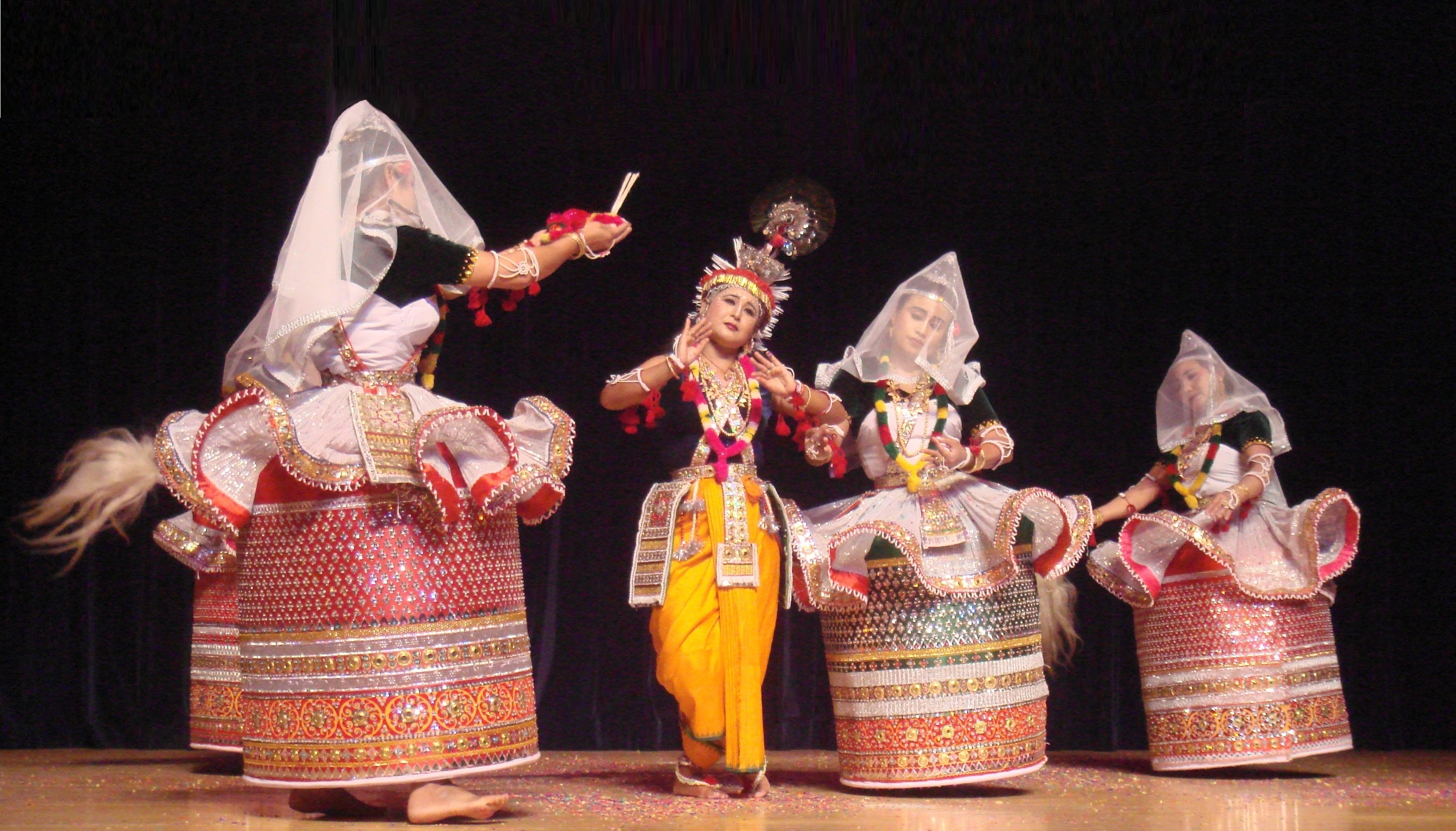
Manipuri
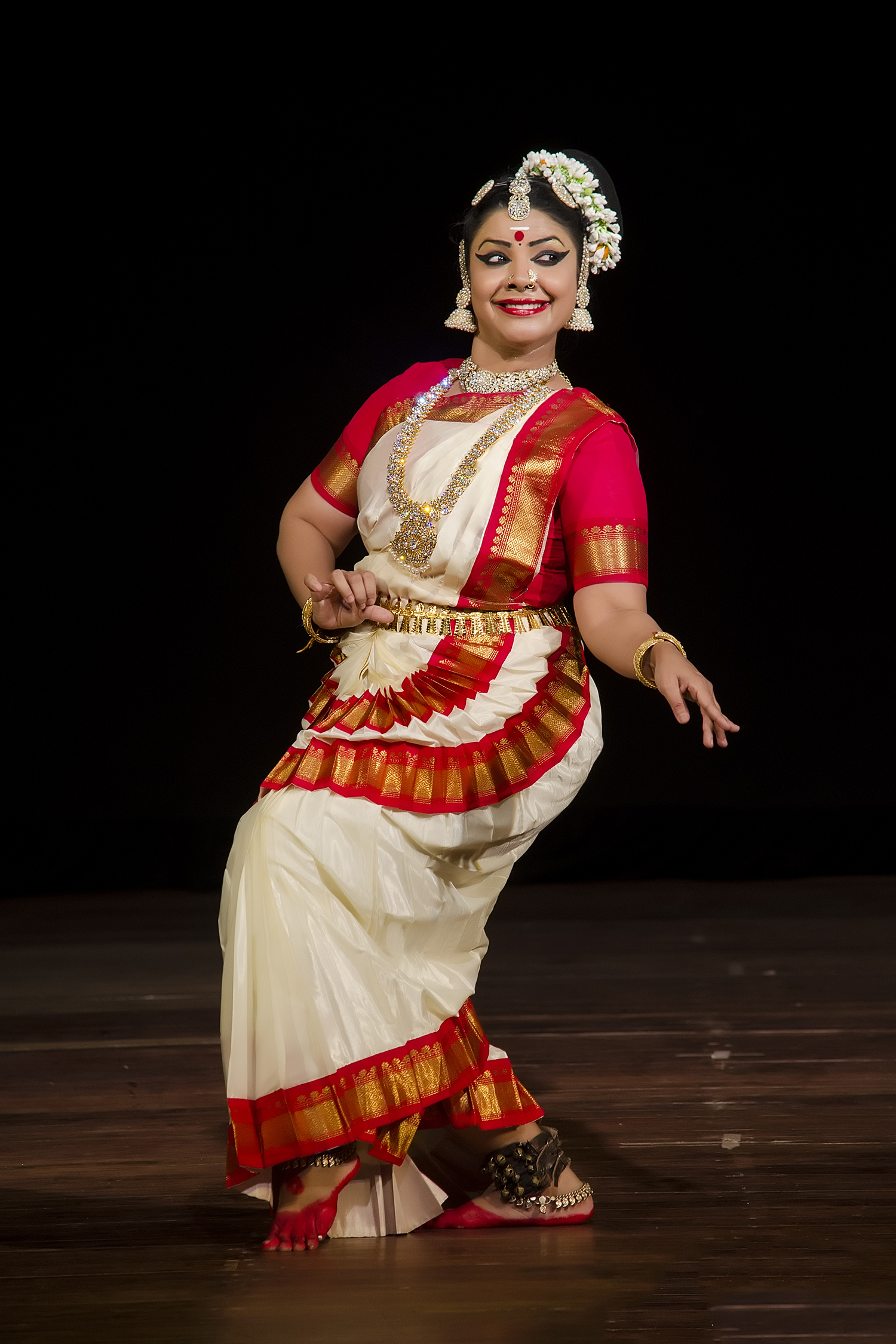
Mohiniyattam

## Famosi ballerini di forme di danza classica indiana
Ci sono stati molti ballerini famosi in ogni forma di danza classica indiana. Alcuni di loro includono;
- Bharatanatyam - Rukmini Devi, Padma Subrahmanyam, Vyjayanthimala, Sheema Kermani ecc.
- Kathak - Birju Maharaj, Nahid Siddiqui, Lacchu Maharaj, Gopi Krishna, Saswati Sen, ecc.
- Kathakali - Kalamandalam Krishnan Nair, ecc.
- Kuchipudi - Mallika Sarabhai, V. Satyanarayana Sarma, Deepa Shashindran, ecc.
- Odissi - Sujata Mohapatra, Madhavi Mudgal, Kelucharan Mohapatra, Surendra Nath Jena, Shobana Sahajananan
- Mohiniyattam - Kalamandalam Kalyanikutty Amma, Shobhana, Sunanda Nair, Kalamandalam Radhika, Thankamani, Kalamandalam Hymavathy
- Manipuri - Guru Bipin Singh, Darshana Jhaveri, Jhaveri Sisters, Devjani Chaliha, Amala Shankar

## Aspetti simili
Tutte le principali forme di danza classica indiana includono nel repertorio tre categorie di esibizioni nel Natya Shastra. Questi sono Nritta, Nritya e Natya:
- La performance di Nritta è un aspetto astratto, veloce e ritmico della danza.[28] Allo spettatore viene presentato un movimento puro, in cui l'enfasi è la bellezza del movimento, della forma, della velocità, della gamma e del modello.[27] Questa parte del repertorio non ha alcun aspetto interpretativo, non racconta la storia. È una performance tecnica e mira a coinvolgere i sensi (Prakriti) del pubblico.[29]
- Il Nritya è l'aspetto più lento ed espressivo della danza che tenta di comunicare sentimenti, trama in particolare con temi spirituali nelle tradizioni di danza indù.[28] In un Nritya, la danza-recitazione si espande per includere l'espressione silenziosa delle parole attraverso gesti e movimenti del corpo impostati su note musicali. L'attore articola una leggenda o un messaggio spirituale. Questa parte del repertorio è più che un godimento sensoriale, mira a coinvolgere le emozioni e la mente dello spettatore.[27][29]
- Il Natyam è un'opera teatrale, tipicamente una performance di squadra,[30] ma può essere recitata da un artista solista in cui il ballerino usa determinati movimenti del corpo standardizzati per indicare un nuovo personaggio nella storia sottostante. Un Natya incorpora gli elementi di un Nritya.[27][31]

Tutte le danze classiche dell'India usavano un simbolismo e regole di gesti simili nell'abhinaya (recitazione). Le radici dell'abhinaya si trovano nel testo di Natyashastra che definisce il dramma nel versetto 6.10 come ciò che suscita esteticamente gioia nello spettatore, attraverso l'arte della comunicazione dell'attore, che aiuta a connettere e trasportare l'individuo in uno stato interiore super sensuale. Un'arte performativa, afferma Natyashastra, connette gli artisti e il pubblico attraverso l'abhinaya (letteralmente, "portare agli spettatori"), cioè l'applicazione di corpo-parola-mente e scena, in cui gli attori comunicano al pubblico, attraverso il canto e musica. Il dramma in questo antico testo sanscrito, questa è un'arte per coinvolgere ogni aspetto della vita, per glorificare e donare uno stato di gioiosa coscienza.
La comunicazione attraverso i simboli avviene sotto forma di gesti espressivi (mudra o hastas) e pantomime musicate. I gesti e le espressioni facciali trasmettono il ras (sentimento, gusto emotivo) e bhava (umore) della storia sottostante. Nelle danze classiche indù, l'artista esprime con successo le idee spirituali prestando attenzione a quattro aspetti di una performance:
- Angika (gesti e linguaggio del corpo),
- Vachika (canzone, recitazione, musica e ritmo),
- Aharya (scenografia, costume, trucco, gioielli),
- Sattvika (disposizione mentale dell'artista e connessione emotiva con la storia e il pubblico, in cui risuona lo stato interiore ed esteriore dell'artista).[32]
- Abhinaya tira fuori il bhava (umore, stati psicologici).[32]